# Soluție Lugol
Soluția Lugol, cunoscută și ca soluție de iod iodurat, reprezintă o soluție de iodură de potasiu și de iod în apă. Este utilizată în diferite domenii: în medicație, fiind dezinfectant, și în tehnicile de observație în biologie celulară și citologie, fiind un colorant bun pentru amidon, pe care îl colorează în violet. Din punct de vedere chimic, se poate considera că are formula chimică I3K.